# Хейс, Хелен
Хелен Хейс Макартур (англ. Helen Hayes MacArthur), урождённая Браун (англ. Brown) (10 октября 1900 — 17 марта 1993) — американская актриса, разделившая вместе со своей подругой, актрисой Кэтрин Корнелл, звание «Первая леди американского театра». Является второй (после Кэтрин Хепбёрн) рекордсменкой по периоду, прошедшему между победами «Оскара», — 39 лет, а также одной из 16 деятелей американского шоу-бизнеса, получивших за годы своей карьеры все самые престижные награды: «Оскар», «Эмми», «Тони» и «Грэмми». В 1986 году Хейс была удостоена высшей гражданской награды США — Президентской медали Свободы, а в 1988 году получила Национальную медаль США за выдающиеся заслуги в области искусств.

## Биография
Хелен Хейс Браун (англ. Helen Hayes Brown) родилась в Вашингтоне. Её бабушка и дедушка по материнской линии были иммигрантами из Ирландии и Англии.
Хейс начала актёрскую карьеру в раннем возрасте. В 1909 году она впервые появилась на Бродвее, а спустя год дебютировала на большом экране в одном из немых фильмов. Голливудская карьера Хелен Хейс началась немного позже, после того, как её муж, драматург Чарльз Макартур, подписал с одной из киностудий контракт.
Первым звуковым фильмом с участием актрисы стала лента «Грех Мадлон Клоде», за который она получила премию «Оскар» в номинации лучшая актриса. Далее последовали роли в фильмах «Прощай, оружие» (1932), «Белая монахиня» (1933) и «Другой язык» (1933). В 1935 году актриса покинула Голливуд, сосредоточив все свои силы на карьере в театре. В последующие десятилетия она оставалась одной из самых востребованных актрис Нью-Йорка.
В 1953 году Хелен Хейс стала первым лауреатом «Премии Сары Сиддонс» за её работу в театрах Чикаго. В то же время состоялось её возвращение в Голливуд с роли в драме Лео Маккери «Мой сын Джон». Её следующей успешной ролью в кино стала вдовствующая императрица Мария Фёдоровна в успешной мелодраме «Анастасия» (1956) с Ингрид Бергман в главной роли. В 1971 году актриса получила своего второго «Оскара» за роль шустрой безбилетной пассажирки Ады Куонсетт в фильме-катастрофе «Аэропорт».
Многие годы Хелен Хейс боролась с астмой, которая стала причиной нескольких госпитализаций актрисы, и из-за которой в 1971 году она была вынуждена завершить свою актёрскую карьеру, длившуюся 60 лет. В 1983 году один из нью-йоркских театров на Западной 45-й улице стал именоваться в честь актрисы театром Хелен Хейс. Актриса написала три сборника мемуаров: «Подарок радости», «В отражении» и «Моя жизнь в трёх действиях».
В середине 1980-х Хейс воплотила образ мисс Марпл в двух телепостановках CBS — «Карибская тайна» (1983) и «Убийство с зеркалами» (1984), роль в которой стала последней в её актёрской карьере. В 1988 году награждена Национальной медалью США в области искусств. В 1990 году актриса была удостоена Президентской медали Свободы из рук Рональда Рейгана. Хелен Хейс скончалась в День Св. Патрика, 17 марта 1993 года в возрасте 92 лет. За свой вклад в кинематограф она была удостоена звезды на голливудской «Аллее славы».

## Избранная фильмография
| Год  |    | Русское название         | Оригинальное название           | Роль                                     |
| ---- | -- | ------------------------ | ------------------------------- | ---------------------------------------- |
| 1931 | ф  | Грех Мадлон Клоде        | The Sin of Madelon Claudet      | Мадлон Клоде                             |
| 1931 | ф  | Эрроусмит                | Arrowsmith                      | Леора Эрроусмит                          |
| 1932 | ф  | Прощай, оружие!          | A Farewell to Arms              | Кэтрин Баркли                            |
| 1933 | ф  | Белая монахиня           | The White Sister                | Анджела Кьяромонте                       |
| 1934 | ф  | Преступление без страсти | Crime Without Passion           | женщина в лобби отеля                    |
| 1934 | ф  | Что знает каждая женщина | What Every Woman Knows          | Мэгги Уайли                              |
| 1943 | ф  | Солдатский клуб          | Stage Door Canteen              | в роли самой себя                        |
| 1956 | ф  | Анастасия                | Anastasia                       | вдовствующая императрица Мария Фёдоровна |
| 1959 | ф  | Третий человек на горе   | Third Man on the Mountain       | туристка                                 |
| 1970 | ф  | Аэропорт                 | Airport                         | Ада Квонсетт                             |
| 1974 | ф  | Герби снова на ходу      | Herbie Rides Again              | миссис Стайнмец                          |
| 1975 | ф  | Пропавший динозавр       | One of Our Dinosaurs Is Missing | Хетти                                    |
| 1977 | ф  | Усадьба Кэндлшу          | Candleshoe                      | леди Сент Эдмунд                         |
| 1983 | тф | Карибская тайна          | A Caribbean Mystery             | мисс Марпл                               |

## Награды и номинации
| Награда                    | Год  | Категория                                               | Название работы                 | Результат |
| -------------------------- | ---- | ------------------------------------------------------- | ------------------------------- | --------- |
| Оскар                      | 1932 | Лучшая женская роль                                     | Грех Мадлон Клоде               | Победа    |
| Оскар                      | 1971 | Лучшая женская роль второго плана                       | Аэропорт                        | Победа    |
| Золотой глобус             | 1957 | Лучшая женская роль в драматическом кинофильме          | Анастасия                       | Номинация |
| Золотой глобус             | 1975 | Лучшая женская роль в комедии или мюзикле               | Герби снова на ходу             | Номинация |
| Эмми                       | 1951 | Лучшая актриса                                          | н/д                             | Номинация |
| Эмми                       | 1952 | Лучшая актриса                                          | н/д                             | Номинация |
| Эмми                       | 1953 | Лучшая актриса                                          | н/д                             | Победа    |
| Эмми                       | 1958 | Лучшая женская роль в мини-сериале или фильме           | Час Алкоа                       | Номинация |
| Эмми                       | 1959 | Лучшая женская роль в мини-сериале или фильме           | Стальной час Соединенных Штатов | Номинация |
| Эмми                       | 1972 | Лучшая женская роль в мини-сериале или фильме           | Не кантовать                    | Номинация |
| Эмми                       | 1974 | Лучшая женская роль в мини-сериале или фильме           | Сестры Снуп                     | Номинация |
| Эмми                       | 1976 | Лучшая приглашённая актриса в драматическом телесериале | Гавайи 5-O                      | Номинация |
| Эмми                       | 1978 | Лучшая женская роль в мини-сериале или фильме           | Семейный беспорядок             | Номинация |
| Венецианский кинофестиваль | 1932 | Лучшая женская роль                                     | Грех Мадлон Клоде               | Победа    |
| Тони                       | 1947 | Лучшая женская роль в пьесе                             | С Днём Рождения                 | Победа    |
| Тони                       | 1958 | Лучшая женская роль в пьесе                             | Время вспоминать                | Победа    |
| Тони                       | 1970 | Лучшая женская роль в пьесе                             | Харви                           | Номинация |

### на английском языке
- Hayes, Helen (1965). A Gift of Joy. New York: M. Evans & Company, 254 pages.
- Hayes, Helen (1968). On Reflection, An Autobiography. Philadelphia: M. Evans & Company, 253 pages.
- Hayes, Helen; Hatch, Katherine (1991). My Life in Three Acts. Simon & Schuster, 266 pages. ISBN 978-0-6717-3537-1

- Monush, Barry (2003). The Encyclopedia of Hollywood Film Actors: From the Silent Era to 1965, Volume 1. Applause Theatre & Cinema Books, 832 pages. ISBN 978-1-5578-3551-2
- Mosel, Tad and Macy, Gertrude (1978). Leading Lady: The World and Theatre of Katharine Cornell. Boston s-135 Little, Brown & Co., 534 pages. ISBN 978-0-3165-8537-8
- Murphy, Donn B.; Moore, Stephen (1993). Helen Hayes: A Bio-Bibliography. Westport, Connecticut: Greenwood Press, 392 pages. ISBN 978-0-3132-7793-1
- Ragan, David (1976). Who’s Who in Hollywood, 1900—1976. New Rochelle, New York: Arlington House, 864 pages. ISBN 978-0-8700-0349-3